# César Vicarino

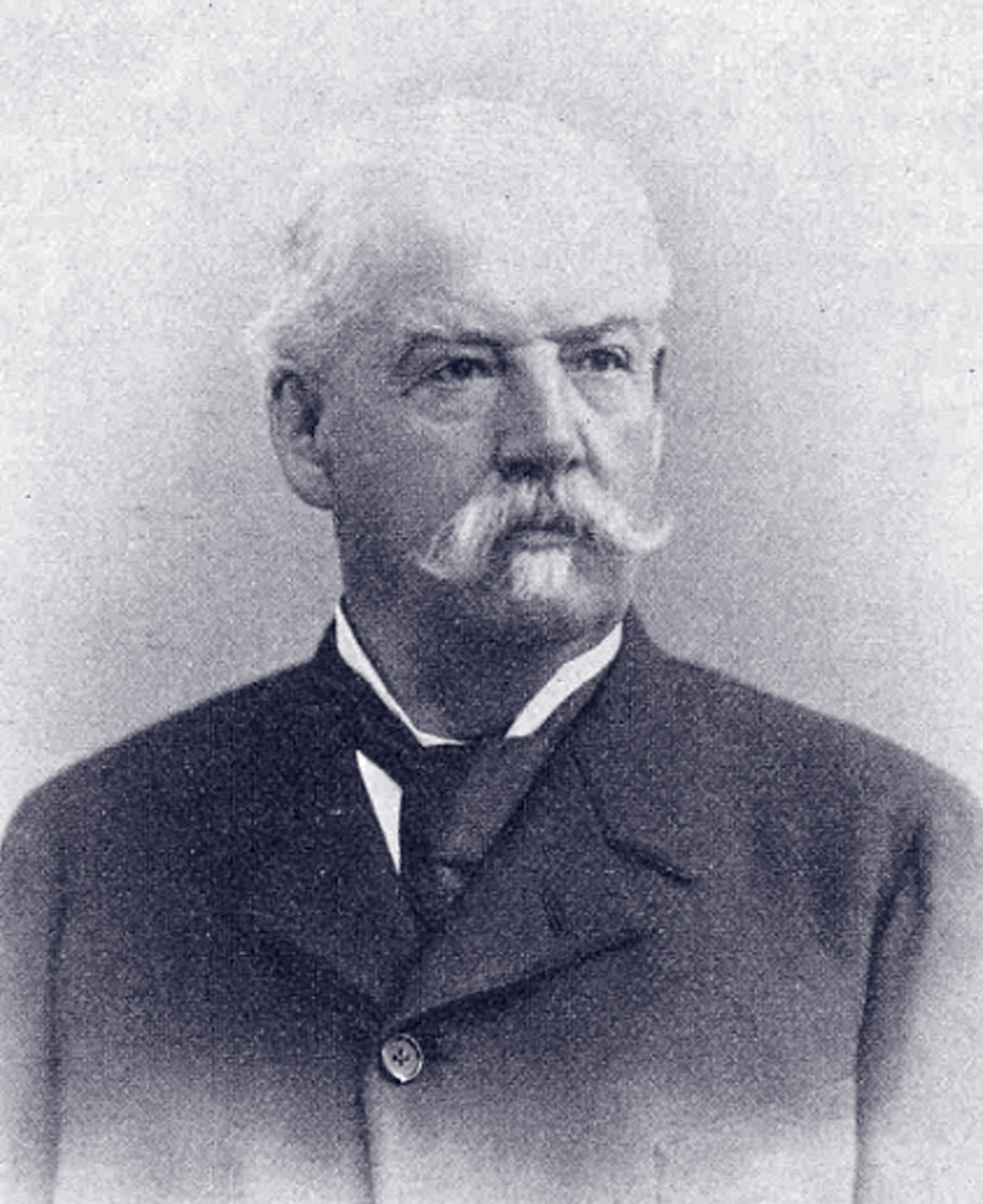
César Vicarino

César Vicarino (* 13. März 1833 in Romont; † 20. März 1910 in Basel) war ein Schweizer Ingenieur, Unternehmer und Politiker.

## Leben und Werk
César Vicarinos Vorfahren stammten aus Mailand. Sein Vater war Auguste Vicarino, seine Mutter Françoise, geborene Perrisset.
Vicarino verbrachte seine Jugend- und Schuljahre hauptsächlich in Freiburg im Üechtland. Wie viele andere Schweizer zu dieser Zeit besuchte er das Polytechnikum in Karlsruhe und beendete sein Studium an der Ecole des ponts et chaussées in Paris. Wieder in Freiburg arbeitete er für das Kantonsbaumamt und führte für die Stadt und den Kanton Freiburg Arbeiten aus.

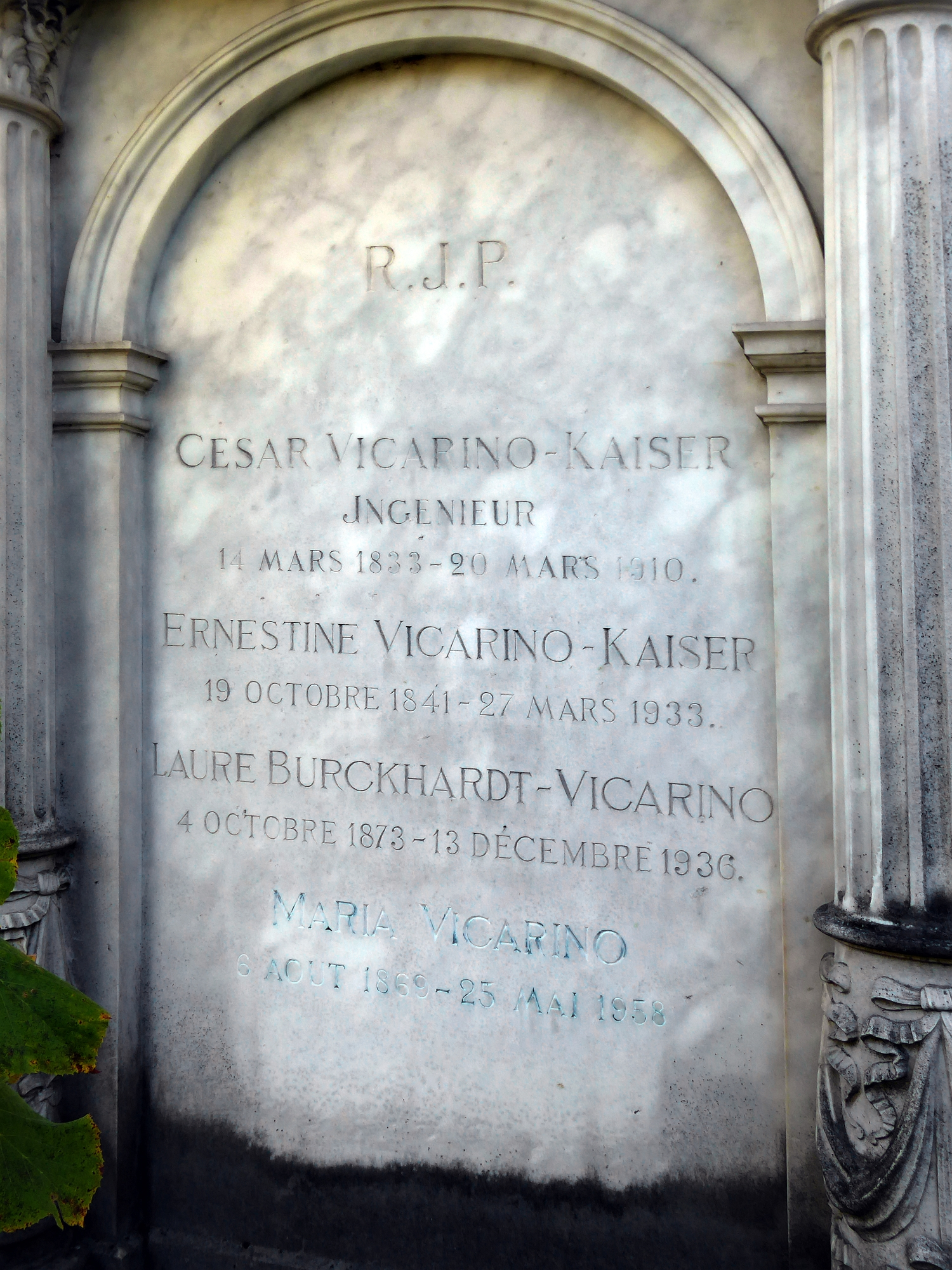
Grab auf dem Wolfgottesacker, Basel.

Vicarino war zudem am Eisenbahnbau in Oron-le-Châtel und an der Bahnstrecke Freiburg–Romont–Lausanne beteiligt. Nach deren Vollendung gründete er mit einigen Bekannten eine Giesserei, die jedoch nicht rentierte. Als Hauptbeteiligter gründete er später die Firma «Vicarino und Curty», die in der Folge rasch einen guten Ruf erlangte. So konnte sich die Firma am Bau des Stauwehrs der Magerau in der Saane beteiligen, ebenso von 1872 bis 1874 an Teilen der Bahnstrecke Moutier–Delsberg–Basel und von 1870 bis 1875 an der Bahnstrecke Rheinfelden–Pratteln. Zudem wurde der Firma die Ausführung des neunten Abschnitts des Naxbergtunnels sowie der grossen Rohrbach- und Göschenen-Reussbrücke anvertraut. Von 1875 bis 1877 beteiligte sich Vicarino an der Ausführung des Rangierbahnhofs Wolf in Basel und verlegte zudem seinen Wohnsitz nach Basel.
Vicarino beteiligte sich aktiv am Aufbau der Gotthardbahn und gründete 1879 mit einer Gruppe von Ingenieuren und Unternehmern die Baugesellschaft «Flüelen-Göschenen», um die Ausführung von fünf Baulosen oder die sogenannte Nordrampe der Gotthardbahn mit einer Länge von 36,7 km und von einem Wert von nahezu 20 Millionen Schweizer Franken zu übernehmen. Der Bau konnte ein halbes Jahr früher als geplant erfolgreich beendet werden.
Als freisinniger Politiker sass er von 1881 bis 1908 im Basler Grossen Rat. Zudem war er in der Strassenbahn-, Gas-, Wasser-, Stadtplan- und Elektrizitätskommission tätig. Vicarino war mit der aus Soultz-Haut-Rhin stammenden Louise Ernestine, geborene Kaiser (1841–1933), verheiratet. Ihre gemeinsamen Töchter waren Maria (1869–1958) und Laure (1873–1936). Letztere war seit 1895 mit dem Arzt Johann Wilhelm Burckhardt (1862–1929) kinderlos verheiratet. César Vicarino verstarb drei Tage nach einem leichten Schlaganfall. Seine letzte Ruhestätte fand er auf dem Wolfgottesacker in Basel.